# 444419 Francismccubbin
444419 Francismccubbin este o planetă minoră (asteroid) din centura de asteroizi. A fost descoperită pe 10 ianuarie 2006 la Mount Lemmon⁠(d) de Mount Lemmon Survey⁠(d). 
Obiectul prezintă o orbită caracterizată de o semiaxă mare de 3,1385926790787 UAi, o excentricitate de 0,28130205209589, o înclinație de 6,968598918547 ° în raport cu ecliptica.